# Bent Wolmar
Bent Wolmar (født 8. august 1937 i Fredericia, død 6. september 2024 i Taulov) var en dansk fodboldspiller.

## Karriere
Bent Wolmar spillede oprindeligt i Fredericia FF, men da han i 1962 flyttede til Aarhus for at studere, begyndte han at spille i AGF. Her spillede han på klubbens førstehold i fire sæsoner, frem til 1966, hvorefter han spillede old boys-fodbold.
I sine år på førsteholdet var han med til at vinde DM-bronze i 1962 og -sølv i 1964 samt at vinde pokalturneringen i 1965.
Bent Wolmar spillede 6 A-landskampe for Danmark, alle i 1964, hvor han også var også med i EM.

## Øvrige karriere
Wolmar blev uddannet som fysiker og arbejdede derpå i 40 år som lektor på Aarhus Statsgymnasium.